# Kitáb-i-Íqán
De Kitáb-i-Íqán of Iqan (Arabisch: الكتاب الإيقان Perzisch: كتاب ايقان, "Het Boek van Zekerheid") is een van de vele boeken die door de volgelingen van het bahai-geloof als heilig worden gezien. Het wordt gezien als het belangrijkste theologische werk van Bahá'u'lláh.

## Achtergrond
Een oom van de Báb stelde schriftelijk vier vragen over de tekenen van de verschijning van de beloofde aan Bahá'u'lláh. De 200 pagina's (in de oorspronkelijke taal) van de Kitáb-i-Íqán zijn als antwoord geschreven in de loop van ten hoogste twee dagen en twee nachten op 15 januari 1861.

## Inhoud
Het boek heeft twee delen: het eerste deel bevat een fundamentele verhandeling dat goddelijke openbaring progressief is en religies verwant aan elkaar zijn, waarbij elke grote monotheïstische godsdienst de voorgaande aanvaardde en, vaak in bedekte termen, de komst van de volgende voorspelde. Aangezien de vraagsteller een moslim was, maakt Bahá'u'lláh gebruik van verzen uit de Bijbel om te laten zien hoe een christen zijn eigen heilige teksten in allegorische termen zou kunnen interpreteren om de volgende religie te accepteren. Dezelfde methode van interpretatie kan worden gebruikt door een moslim om de geldigheid van de beweringen van de Báb aan te nemen. Het tweede en grootste deel van het boek is de inhoudelijke discussie en houdt zich bezig met specifieke bewijzen, zowel theologisch als logisch, van de missie van de Báb. Een van de bekendste en meest geliefde passages van dit deel staat bekend als de "Tafel van de Ware Zoeker."
In zijn boek "God Schrijdt Voorbij" somt Shoghi Effendi de inhoud als volgt op:
"Binnen een bestek van tweehonderd bladzijden verkondigt het onweerlegbaar het bestaan en de eenheid van de persoonlijke God Die onkenbaar is, onbereikbaar, de bron van alle Openbaring, eeuwig, alwetend, alomtegenwoordig en almachtig; verklaart de betrekkelijkheid van religieuze waarheid en de continuïteit van goddelijke Openbaring; bevestigt de eenheid van de Profeten, de alomvattendheid van hun Boodschap, de volkomen gelijkheid van hun fundamentele leringen, de heiligheid van hun geschriften en het tweevoudige karakter van hun rang; stelt de blindheid en de eigenzinnigheid aan de kaak van de godgeleerden en wetenschapsmensen in ieder tijdperk; citeert en verduidelijkt de allegorische passages van het Nieuwe Testament, de moeilijk te begrijpen verzen uit de Koran en de cryptische mohammedaanse tradities, die de eeuwenlange misverstanden, twijfel en haatgevoelens hebben aangekweekt, waardoor de volgelingen van de leidende religieuze stelsels werden verdeeld en van elkaar gescheiden gehouden; somt de essentiële vereisten op, waarmee iedere ware zoeker het doel van zijn zoeken kan bereiken; toont de geldigheid, de verhevenheid en de betekenis van de Openbaring van de Báb aan; gewaagt met bewondering van de heldenmoed en de onthechting van Zijn discipelen; voorspelt nadrukkelijk het ophanden zijn van de wereldomspannende triomf van de aan het volk van de Bayán beloofde Openbaring; houdt de zuiverheid en ongereptheid van de Maagd Maria hoog; verheerlijkt de Imáms van het Geloof van Muhammad; huldigt het martelaarschap en de geestelijke soevereiniteit van de Imam Hoesein; onthult de betekenis van symbolische termen als "wederkomst", "opstanding", "Zegel der Profeten" en "Dag des Oordeels", schetst en karakteriseert het verschil tussen de drie stadia van goddelijke Openbaring, en weidt in geestdriftige bewoordingen uit over de heerlijkheden en wonderen van de "Stad van God", die na een vastgestelde periode een vernieuwing ondergaat - door de beschikking van de Voorzienigheid - voor de gehele mensheid. Men kan stellig beweren, dat van alle boeken die door de geestelijke Vader van de Bahai-Openbaring werden geschreven, alleen dit boek door het wegvagen van de eeuwenoude barrières die de grote religies in de wereld nog steeds zo onoverkomelijk van elkaar scheiden, een breed en onverwoestbaar fundament heeft gelegd voor de volledige en duurzame verzoening van hun volgelingen."